# Xivito
El Xivito o Chivito és un entrepà, farcit de llomello, formatge, lletuga, ou i maonesa. Juntament amb la brascada i l'almussafes, és un dels entrepans valencians amb nom propi.
L'entrepà es va crear a Don Ramón, local de Ramón Martínez Arolas. Deu el nom a un dels ajudants de la cuina del restaurant, anomenat Xavi, i que de malnom anomenaven el Chavita. La recepta original sols portava llomello i formatge.